# پلاس لیگا
پلاس‌لیگا (به لهستانی: PlusLiga)، لیگ برتر والیبال لهستان، یک لیگ حرفه‌ای والیبال است. پلاس‌لیگا بالاترین سطح مسابقات باشگاهی والیبال در لهستان است. این لیگ یکی از بهترین لیگ‌های والیبال در اروپا است. بر اساس آخرین رتبه‌بندی لیگ‌های اروپا، توسط کنفدراسیون والیبال اروپا، لیگ لهستان در ردهٔ سوم قرار دارد.